# Ouro de Tolosa

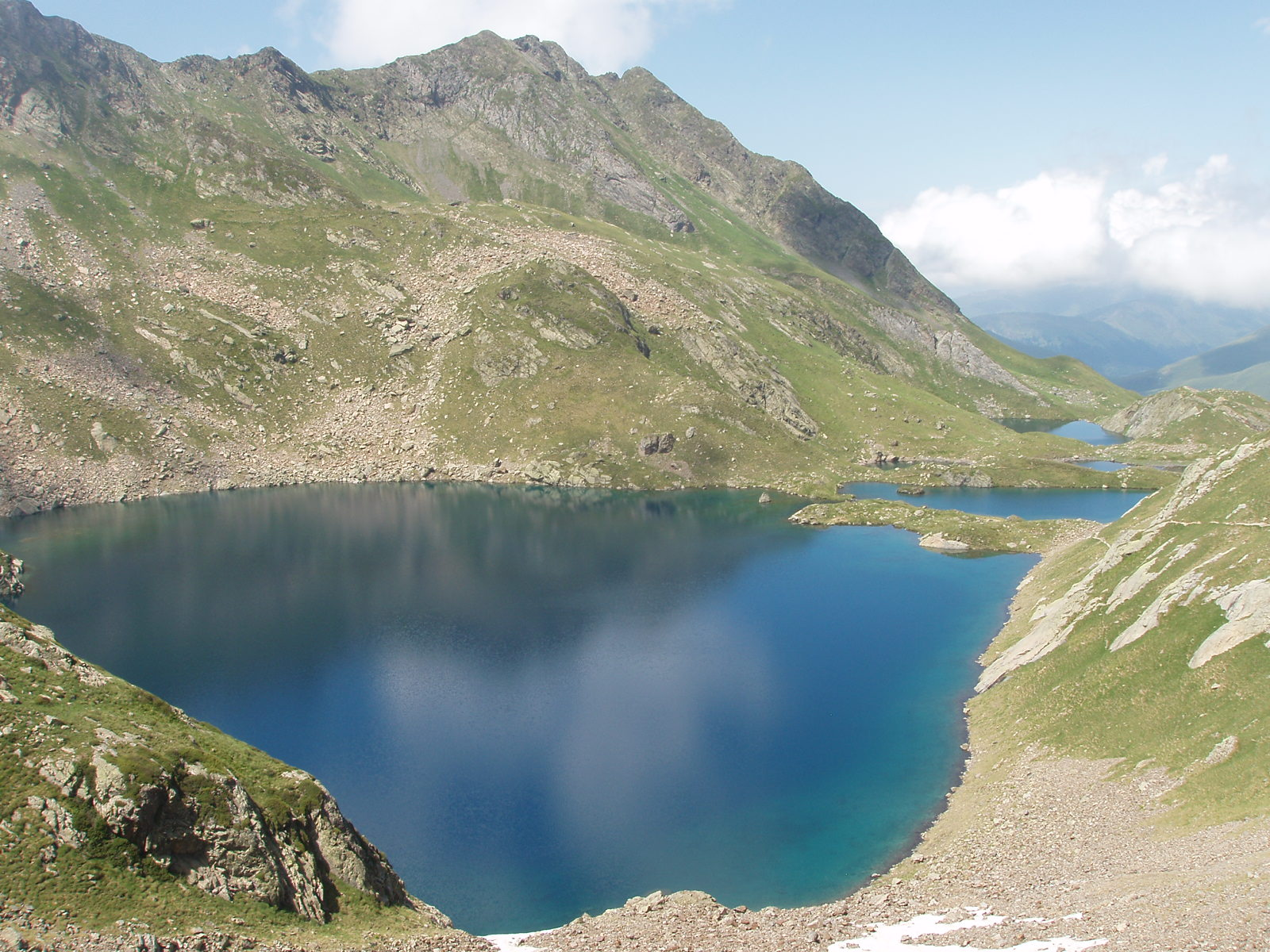
Lago Boums em Alto Garona, um dos muitos lagos perto de Tolosa suspeito de ter mantido as riquezas 'amaldiçoadas'

O ouro de Tolosa (em latim: aurum Tolosanum) existiu como uma pilha de tesouros saqueados da Grécia (alegadamente do santuário de Apolo em Delfos) em 279 a.C. pelos Invasores gauleses dos Volcas (às vezes denotado incorretamente como Gálatas, apesar da futura imigração de alguns volcas à Galácia). Foi várias vezes dito que, durante o cerco ao santuário de Apolo em Delfos, o líder gaulês, Breno, foi severamente ferido (muitas fontes de então alegam algum tipo de intervenção divina, e a batalha foi perdida contra uma força combinada de Trácios, Macedônios, Tribálios e Ilírios). Muitos, depois do revés, retornaram para os Bálcãs, alguns para os Volcas, e outros para a Gália, despejando suas pilhagens nos lagos perto de Tolosa (atual Toulouse), acreditando que as pilhagens estavam amaldiçoadas. A hesitação da grande expedição de Breno, no entanto, ajudou a criar os enclaves gauleses ao redor de Tílis e na Galácia, tendo esses permanecendo independentes por séculos.
Para que a maldição fosse removida, de acordo com o paganismo celta, o tesouro teria de ser oferecido de volta aos deuses celtas, e então foi deixado nos lagos. Outros guerreiros temorosos esconderam o tesouro na vegetação ao redor dos lagos. Os lagos em Tolosa foram usado muitos anos depois como locais de culto pagão, mas ninguém (que acreditava na maldição) ousou recuperar o cintilante tesouro na areia do fundo do lago. Alguma parte do tesouro, no entanto, foi levado aos templos de Tolosa, mas o mesmo tabu religioso sobre o roubo ainda estava presente.

## A história romana de Tolosa e o relato de Estrabão

O curso das migrações das tribos volcas ao longo do século III a.C., observando-se o destino de alguns Tectósages e Arecomiscos à área em torno de Tolosa

E ainda é dito que os [Volca] Tectósages compartilharam-no na expedição para Delfos; e até os tesouros que foram achados entre eles na cidade de Tolosa por Cepião, um general dos romanos, é dito ser uma parte dos objetos de valor que foram tirados de Delfos, embora o povo, na tentativa de consagrá-los e apaziguar o deus, adicionaram para isso suas propriedades pessoais, e foi por ter posto suas mãos nele que Cepião terminou sua vida em desgraça - ele foi expulso de sua terra natal como um roubador de templos, e deixou para trás apenas herdeiras mulheres, quem, como se observou, viraram prostitutas, como Timagenes disse, e por isso pereceram em desgraça. [Note que Estrabão está equivocado, já que Cepião teve um filho, o avô materno de Marco Júnio Bruto, o principal assassino de Júlio César.]
No entanto, em 105 a.C., o procônsul da Gália Cisalpina, Quinto Servílio Cepião, reportou a descoberta do ouro em Tolosa para o Senado, e foi encarregado de mandar o tesouro para Roma. Mais de 50 mil barras de ouro de 15 libras e 10 mil barras de prata de 15 libras foram encontradas. O ouro desapareceu no caminho, com Estrabão dizendo que "foi por ter posto as mãos nele que Cepião terminou sua vida em desgraça...". Foi dito que o ouro fora roubado por um grupo de saqueadores, com muitos na época e historiadores modernos acreditando que Cepião foi quem os contratou. De fato, Cepião perdeu a Batalha de Aráusio por sua arrogância, e foi processado por corrupção pelo Senado. Ele passou o resto de sus dias exilado em Esmirna, julgado pela perda de seu exército por Caio Norbano. A maldição foi declarada ter continuado com seu filho Quinto Servílio Cepião, o Jovem, que lutou por Roma na Guerra Social. Por pouco ele escapou de uma acusação de maiestas ('diminuição da majestosidade do povo de Roma') depois de disputar com o tribuno Marco Lívio Druso, que também era seu meio-irmão, e com o príncipe do senado Marco Emílio Escauro. Cepião foi morto em uma emboscada armada pelo general Quinto Popédio Silão. O ouro de Tolosa propriamente dito nunca foi encontrado, e é dito que ele foi sendo passado até o último dos herdeiros dos Cipiões, Marco Júnio Bruto.
No entanto, o relato de Posidónio é mais plausível: ele diz que o tesouro que foi achado em Tolosa valia cerca de 15 mil talentos (parte dele estava nos lagos sagrados), bruto, isso é, apenas lingotes e barras de ouro e prata; enquanto que o templo em Delfos naqueles tempos já estava sem os tesouros, porque esse tinha sido roubado na época na guerra santa pelos fócios; mas ainda que algo tenha sido deixado, foi dividido entre eles; nem é razoável supor que eles chegaram nas suas terras em segurança, já que eles se alimentaram miseravelmente depois da fuga de Delfos e, por causa de discórdia, eles se separaram, alguns foram para um lugar, outros para outro. Mas, como foi dito tanto por Posidónio e muitos outros, já que o país era rico em ouro, e pertencia a pessoas que temiam-no e não era extravagantes no seu modo de viver, o tesouro veio a se espalhar pela Europa; mas foi nos lagos, na maioria, que deram ao tesouro sua inviolabilidade, onde as pessoas deixaram grandes quantidades de prata e até ouro. Em todo caso, os romanos, após conquistarem as regiões, venderam os lagos para o Tesouro Público, e muitos dos compradores acharam neles mós de prata. E, em Tolosa, o templo também foi honrado, já que ele era muito reverenciado pelos habitantes das terras próximas, e por isso os tesouros lá eram excessivos, pois muitos se dedicaram a ele e ninguém se atrevia a por as mãos nele.
Todas as citações acima: Geografia (Estrabão), Livro IV, Capítulo I
Os lagos em Tolosa foram brevemente mencionados em Sobre a Natureza dos Deuses, de Cícero (Capítulo 30), referindo-se ao escândalo político na República Romana tardia: "Considere outros inquéritos judiciais, o que se refere ao ouro de Tolosa, e o sobre a Conspiração de Jugurta...".